# Championnat de Belgique de football de troisième division 1955-1956
Navigation
saison précédente saison suivante
Le Championnat de Belgique de football Division 3 1955-1956 est la 27e édition du championnat de troisième niveau national de football en Belgique. Il conserve le même format que la saison précédente, à savoir deux séries de 16 équipes, qui se rencontrent deux fois chacune pendant la saison. Les deux champions sont promus en Division 2, tandis que les deux derniers de chaque série sont relégués en Promotion.
Dans la Série A, le titre échoit au RCS Brugeois, en tête durant la majeure partie de la saison, qui termine avec cinq points d'avance sur son dauphin, le SV Waregem. Les deux clubs relégués de Division 2, Izegem et le Racing de Gand, sont versés dans cette série. Izegem termine en milieu de classement, alors que le Racing gantois doit lutter jusqu'au bout pour assurer son maintien, terminant finalement quatorzième, avec un point d'avance sur l'avant-dernier et relégué, Dendermonde. Ce dernier est accompagné en Promotion par le KFC Waaslandia Burcht, promu douze mois plus tôt et qui effectue donc un aller-retour.
Dans l'autre série, la lutte pour le titre est plus indécise. Finalement, le Patro Eisden l'emporte, avec un point d'avance sur Turnhout et trois sur Forest. Dans le bas du tableau, Bressoux et le RCS Hallois, promu en début de saison, sont rapidement distancés et terminent fort logiquement aux deux dernières places. Les deux autres promus, Mol Sport et le SCUP Jette, se sauvent aisément et terminent tous deux en milieu de classement.

## Clubs participants 1955-1956
32 clubs participent à cette édition, soit le même nombre que lors du championnat précédent. Les clubs dont le matricules est indiqué en gras existent encore en 2014.

### Série A
| #  | Nom                                            | Mat. | Ville       | Stades             | En D3 depuis    | Total en D3 | S. précédente     |
| -- | ---------------------------------------------- | ---- | ----------- | ------------------ | --------------- | ----------- | ----------------- |
| 1  | Royal Racing Club de Gand                      | 11   | Gand        | E. Hielstadion     | 1955-1956 (1re) | 11 saisons  | Division 2 16e    |
| 2  | Koninklijkie Football Club Izegem              | 935  | Izegem      | ??                 | 1955-1956 (1re) | 8 saisons   | Division 2 15e    |
| 3  | Royal Cercle Sportif Brugeois                  | 12   | Bruges      | stade E. De Smedt  | 1946-1947 (4e)  | 3 saisons   | 3e Série B        |
| 4  | Royale Union Sportive Tournaisienne            | 26   | Tournai     | stade G. Horlait   | 1954-1955 (2e)  | 19 saisons  | 12e Série B       |
| 5  | Royal Albert Elisabeth Club Mons               | 44   | Mons        | stade Ch. Tondreau | 1952-1953 (4e)  | 24 saisons  | 11e Série B       |
| 6  | Royal Football Club Renaisien                  | 46   | Renaix      | Parc Lagache       | 1953-1954 (3e)  | 8 saisons   | 7e Série B        |
| 7  | Koninklijke Athletische Vereniging Dendermonde | 57   | Termonde    | ??                 | 1952-1953 (4e)  | 18 saisons  | 4e Série B        |
| 8  | Koninklijkie Tubantia Football Club            | 64   | Borgerhout  | Riviernhof         | 1954-1955 (2e)  | 8 saisons   | 8e Série A        |
| 9  | Koninklijke Willebroekse Sportvereniging       | 85   | Willebroek  | Henry Pickery      | 1953-1954 (3e)  | 16 saisons  | 7e Série A        |
| 10 | Koninklijke Sportclub Eendracht Aalst          | 90   | Alost       | Bredestraat        | 1951-1952 (5e)  | 8 saisons   | 2e Série B        |
| 11 | Royale Association Athlétique Louviéroise      | 93   | La Louvière | ??                 | 1954-1955 (2e)  | 15 saisons  | 6e Série B        |
| 12 | Royal Sporting Club Boussu-Bois                | 167  | Boussu      | ??                 | 1948-1949 (8e)  | 9 saisons   | 9e Série B        |
| 13 | Koninklijke Football Club Vigor Hamme          | 211  | Hamme       | ??                 | 1952-1953 (4e)  | 6 saisons   | 14e Série B       |
| 14 | Sportkring Beveren-Waas                        | 2300 | Beveren     | Freethiel          | 1949-1950 (7e)  | 7 saisons   | 13e Série B       |
| 15 | Koninklijke Sportvereniging Waregem            | 4451 | Waregem     | Gaverbeek          | 1954-1955 (2e)  | 6 saisons   | 5e Série B        |
| 16 | Football Club Waaslandia Burcht                | 557  | Burcht      | ??                 | 1955-1956 (1re) | 1 saison    | 1er Prom. Série D |

### Localisations Série A
| \| W. Burcht Tubantia Willebroek Izegem Waregem CS Brugeois Beveren RC Gand Hamme Termonde Alost FC Renaisien US Tournai Boussu Mons La Louvière \| Localisation des clubs engagés en Division 3A 1955-1956 |
| W. Burcht Tubantia Willebroek Izegem Waregem CS Brugeois Beveren RC Gand Hamme Termonde Alost FC Renaisien US Tournai Boussu Mons La Louvière                                                               |

### Série B
| #  | Nom                                              | Mat. | Ville      | Stades                   | En D3 depuis    | Total en D3 | S. précédente     |
| -- | ------------------------------------------------ | ---- | ---------- | ------------------------ | --------------- | ----------- | ----------------- |
| 1  | Royal Football Club Sérésien                     | 17   | Seraing    | stade du Pairay          | 1952-1953 (4e)  | 9 saisons   | 4e Série A        |
| 2  | Royal Stade Louvaniste                           | 18   | Louvain    | ??                       | 1953-1954 (3e)  | 10 saisons  | 10e Série A       |
| 3  | Royal Football Club Bressoux                     | 23   | Bressoux   | ??                       | 1954-1955 (2e)  | 19 saisons  | 11e Série A       |
| 4  | Royal Cercle Sportif La Forestoise               | 51   | Forest     | stade communal           | 1953-1954 (3e)  | 6 saisons   | 10e Série B       |
| 5  | Koninklike Tongerse Sportvereniging Cercle       | 54   | Tongres    | ??                       | 1952-1953 (4e)  | 14 saisons  | 3e Série A        |
| 6  | Royal Club Sportif Schaerbeek                    | 55   | Schaerbeek | Parc Josaphat            | 1947-1948 (9e)  | 13 saisons  | 8e Série B        |
| 7  | Royal Racing Football Club Montegnée             | 77   | Montegnée  | ??                       | 1954-1955 (2e)  | 17 saisons  | 14e Série A       |
| 8  | Association Sportive Herstalienne Société Royale | 82   | Herstal    | ??                       | 1952-1953 (4e)  | 19 saisons  | 12e Série A       |
| 9  | Koninklijke Football Club Turnhout               | 148  | Turnhout   | Villapark                | 1952-1953 (4e)  | 4 saisons   | 6e Série A        |
| 10 | Union Royale Namur                               | 156  | Namur      | stade des Champs-Elysées | 1950-1951 (6e)  | 18 saisons  | 5e Série B        |
| 11 | Koninklijke Daring Club Leuven                   | 223  | Kessel-Lo  | ??                       | 1952-1953 (4e)  | 18 saisons  | 13e Série A       |
| 12 | Voorwaarts Tienen                                | 3229 | Tirlemont  | ??                       | 1951-1952 (5e)  | 6 saisons   | 9e Série A        |
| 13 | Patro Eisden                                     | 3434 | Eisden     | ??                       | 1950-1951 (6e)  | 6 saisons   | 2e Série A        |
| 14 | Royal Cercle Sportif Hallois                     | 120  | Hal        | ??                       | 1955-1956 (1re) | 8 saisons   | 1er Prom. Série C |
| 15 | Royal Sporting Club Union & Progrès Jette        | 474  | Jette      | ??                       | 1955-1956 (1re) | 10 saisons  | 1er Prom. Série B |
| 16 | Koninklijke Mol Sport                            | 852  | Mol        | ??                       | 1955-1956 (1re) | 7 saisons   | 1er Prom. Série A |

### Localisations Série B
| \| Liège: · R. FC Sérésien · R. FC Bressoux · R. Racing FC Montegnée · + · AS Herstalienne SR FC Turnhout Mol Sp. Schaerbeek La Forestoise SCUP Jette St. Louvain DC Louvain CS Hallois V. Tienen Patro Eisden Tongres Liège UR Namur \| Localisation des clubs engagés en Division 3B 1955-1956 |
| Liège: · R. FC Sérésien · R. FC Bressoux · R. Racing FC Montegnée · + · AS Herstalienne SR FC Turnhout Mol Sp. Schaerbeek La Forestoise SCUP Jette St. Louvain DC Louvain CS Hallois V. Tienen Patro Eisden Tongres Liège UR Namur                                                               |

## Résultats et Classements
- Le nom des clubs est celui employé à l'époque

Légende
- Clubs champions et promus en Division 2 la saison suivante
- Clubs relégués en Promotion la saison suivante

Abréviations
 : club relégué de « Division 2 » depuis la saison précédente
 : Clubs promus de « Promotion » depuis la saison précédente

### Classement final - Division 3A
| Rang | Équipe                | Pts | J  | G  | N  | P  | Bp | Bc | Diff |
| ---- | --------------------- | --- | -- | -- | -- | -- | -- | -- | ---- |
| 1    | R. CS BRUGEOIS        | 47  | 30 | 21 | 5  | 4  | 63 | 21 | +42  |
| 2    | K.SV Waregem          | 42  | 30 | 16 | 10 | 4  | 57 | 34 | +23  |
| 3    | K. Tubantia FC        | 37  | 30 | 16 | 5  | 9  | 64 | 41 | +23  |
| 4    | K. SC Eendracht Alost | 36  | 30 | 14 | 8  | 8  | 60 | 35 | +25  |
| 5    | K. Willebroekse SV    | 35  | 30 | 14 | 7  | 9  | 68 | 40 | +28  |
| 6    | R. AA Louvièroise     | 30  | 30 | 13 | 4  | 13 | 42 | 46 | -4   |
| 7    | K. FC Izegem          | 29  | 30 | 12 | 5  | 13 | 54 | 47 | +7   |
| 8    | SK Beveren-Waas       | 28  | 30 | 11 | 6  | 13 | 43 | 66 | -23  |
| 9    | R. FC Renaisien       | 27  | 30 | 12 | 3  | 15 | 39 | 45 | -6   |
| 10   | R. AEC Mons           | 26  | 30 | 9  | 8  | 13 | 45 | 56 | -11  |
| 11   | K. FC Vigor Hamme     | 26  | 30 | 10 | 6  | 14 | 43 | 59 | -16  |
| 12   | R. SC Boussu-Bois     | 26  | 30 | 11 | 4  | 15 | 40 | 57 | -17  |
| 13   | R. US Tournaisienne   | 25  | 30 | 9  | 7  | 14 | 39 | 55 | -16  |
| 14   | R. RC Gand            | 24  | 30 | 8  | 8  | 14 | 42 | 58 | -16  |
| 15   | K. AV Dendermonde     | 23  | 30 | 10 | 3  | 17 | 36 | 53 | -17  |
| 16   | FC Waaslandia Burcht  | 19  | 30 | 6  | 7  | 17 | 33 | 55 | -22  |

### Classement final - Division 3B
| Rang | Équipe                  | Pts | J  | G  | N | P  | Bp | Bc | Diff |
| ---- | ----------------------- | --- | -- | -- | - | -- | -- | -- | ---- |
| 1    | PATRO EISDEN            | 42  | 30 | 17 | 8 | 5  | 76 | 39 | +37  |
| 2    | K. FC Turnhout          | 41  | 30 | 17 | 7 | 6  | 63 | 37 | +26  |
| 3    | R. CS La Forestoise     | 39  | 30 | 17 | 5 | 8  | 76 | 50 | +26  |
| 4    | UR Namur                | 35  | 30 | 13 | 9 | 8  | 51 | 40 | +11  |
| 5    | K. Daring Club Leuven   | 34  | 30 | 13 | 8 | 9  | 50 | 51 | -1   |
| 6    | K. FC Mol Sport         | 33  | 30 | 13 | 7 | 10 | 63 | 40 | +23  |
| 7    | Voorwaarts Tirlemont    | 33  | 30 | 13 | 7 | 10 | 50 | 51 | -1   |
| 8    | AS Herstalienne SR      | 30  | 30 | 12 | 6 | 12 | 35 | 53 | -18  |
| 9    | K. Tongersche SV Cercle | 29  | 30 | 11 | 7 | 12 | 58 | 51 | +7   |
| 10   | R. SCUP Jette           | 28  | 30 | 11 | 6 | 13 | 50 | 65 | -15  |
| 11   | R. FC Sérésien          | 27  | 30 | 11 | 5 | 14 | 64 | 62 | +2   |
| 12   | R. Racing FC Montegnée  | 27  | 30 | 11 | 5 | 14 | 45 | 54 | -9   |
| 13   | K. Stade Louvain        | 25  | 30 | 9  | 7 | 14 | 47 | 57 | -10  |
| 14   | R. CS Schaerbeek        | 25  | 30 | 11 | 3 | 16 | 40 | 51 | -11  |
| 15   | R. CS Hallois           | 18  | 30 | 6  | 6 | 18 | 32 | 64 | -32  |
| 16   | R. FC Bressoux          | 14  | 30 | 5  | 4 | 21 | 27 | 62 | -35  |

### Meilleurs buteurs
- Série A : ?
- Série B : ?

## Récépitulatif  la saison
- Champion A: R. CS Brugeois (1er titre en D3)
- Champion B: Patro Eisden (1er titre en D3)

- Treizième titre de D3 pour la Province de Flandre occidentale
- Treizième titre de D3 pour la Province de Limbourg

| Région flamande (16)            | Région flamande (16) | Province de Brabant (7)      | Province de Brabant (7) | Région wallonne (9)    | Région wallonne (9) |
| ------------------------------- | -------------------- | ---------------------------- | ----------------------- | ---------------------- | ------------------- |
| Province d'Anvers               | 5                    | Région de Bruxelles-Capitale | 3                       | Province de Hainaut    | 4                   |
| Province de Flandre-Occidentale | 3                    | Province du Brabant flamand  | 4                       | Province de Liège      | 4                   |
| Province de Flandre-Orientale   | 6                    | Province du Brabant wallon   | 0                       | Province de Luxembourg | 0                   |
| Province de Limbourg            | 2                    |                              |                         | Province de Namur      | 1                   |

1. ↑  Au niveau footballistique, la province de Brabant est toujours unitaire malgré sa partition territoriale en 1995.

### Admission / Relégation
Le CS Brugeois et le Patro Eisden montent en Division 2, où ils remplacent les relégués: le SRU Verviers et Herentals.
Le « Patro » devient le 98e club différent à atteindre le deuxième niveau national du football belge, le 10e cercle limbourgeois.
Dendermonde, Burcht, le CS Hallois et Bressoux sont relégués en Division 3, d'où sont promus la Jeunesse Arlonaise, Diest, Eeklo (qui revient à ce niveau au bout de 24 ans) et OLSE Merksem.
Le CS Hallois ne reviendra plus au 3e niveau. Six ans plus tard, il quittera les séries nationales avant de disparaître, en 1973, en s'unissant avec sa voisine de « l'Union », pour former l'actuel K. SK Halle.
Le R. FC Bressoux et son matricule 23 vont connaître une longue parenthèse. Ils ne réapparaîtront en D3 que...47 ans plus tard, sous la dénomination de Seraing RUL. Entretemps, le club aura connu une fusion, en 1992, et aura porté le Royale Union Liégeoise (ou RUL), jusqu'en 1996.

## Débuts en Division 3
Le FC Waaslandia Burcht joue pour la première fois au 3e niveau national du football belge. Il devient le 204e club différent à atteindre cette division, le 39e cercle de la Province d'Anvers.